# Parallelia flexilinea
Parallelia flexilinea là một loài bướm đêm trong họ Erebidae.